# Neue Porzellanfabrik Triptis

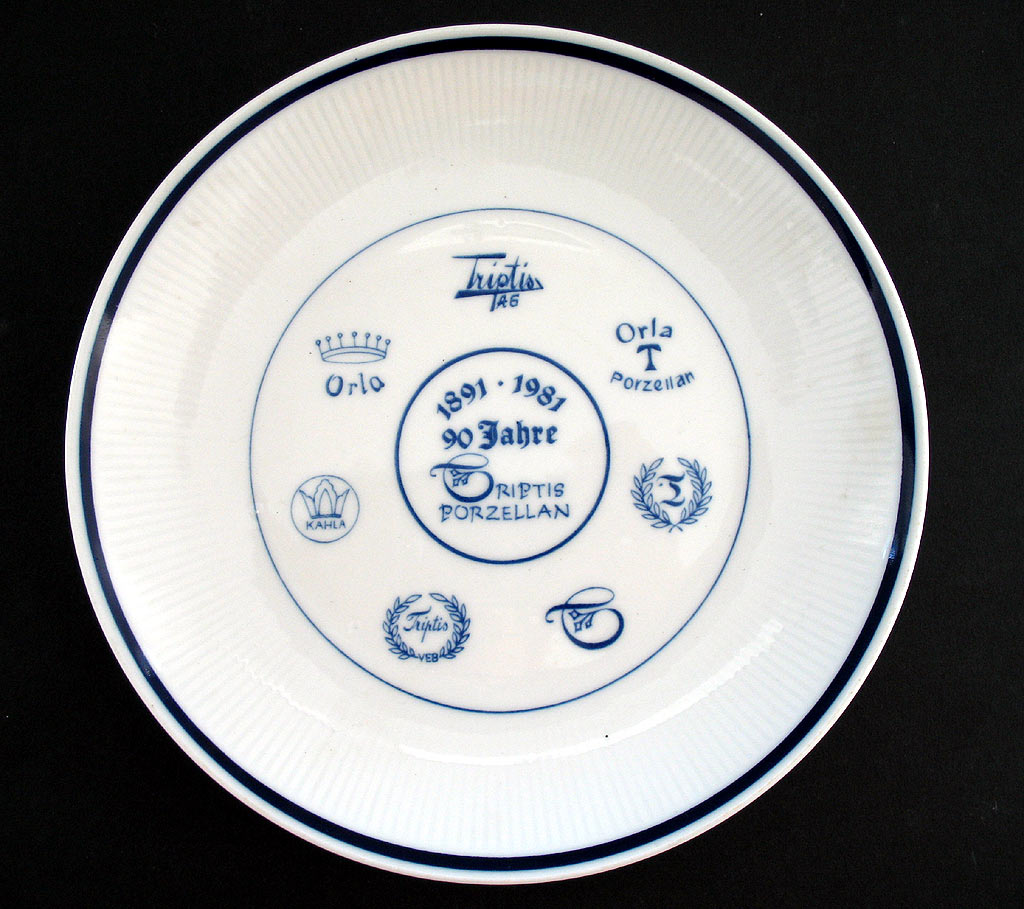
Verschiedene Bodenmarken von Triptis-Porzellan

Die Eschenbach Porzellan Group – Neue Porzellanfabrik Triptis GmbH ist ein Hersteller von Haushalts- und Hotelporzellan in der Stadt Triptis im Osten Thüringens.

## Geschichte

### 1891: Gründung des Unternehmens

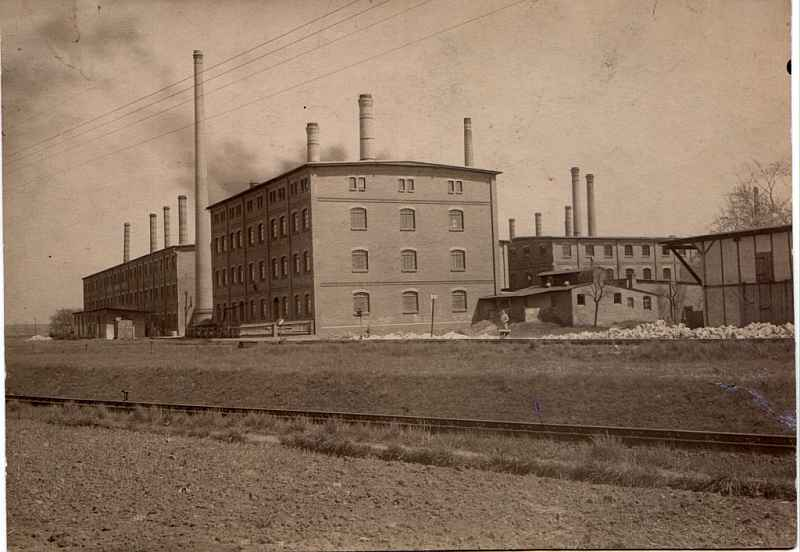
Das alte Porzellanwerk Triptis in der Nähe des Bahnhofs

Triptis war im Jahre 1890 ein kleines Ackerbürgerstädtchen mit etwa 1600 Einwohnern. Durch die Inbetriebnahme der Eisenbahnlinie Leipzig–Saalfeld rückte der Ort in den Blickpunkt der Öffentlichkeit. Unter der Leitung des Porzellanfabrikanten Unger aus Reichendorf im Thüringer Wald verhandelte eine Interessentengruppe im Herbst 1890 mit dem Gemeinderat der Stadt Triptis, um in der Nähe des Bahnhofs eine Porzellanfabrik zu errichten. Am 1. April 1891 erfolgte die Grundsteinlegung für die Porzellanfabrik, die ab 1892 als „Unger & Gretschel“ firmierte.
Das Produktionsprogramm des neueröffneten Betriebes umfasste vor allem Gebrauchsartikel aus Porzellan, wie Nudelrollen, Menagen, Essig- und Senfgefäße. Kaffee- und Tafelservice wurden zunächst nur in kleinerem Umfang hergestellt. 1896 wurde die GmbH in eine Aktiengesellschaft mit einer Million Reichsmark Kapital umgewandelt. Das Geld wurde in einen Erweiterungsbau investiert, der eine Verdopplung der damaligen Produktionskapazität brachte.
1905 waren bereits 440 Mitarbeiter in der Porzellanfabrik beschäftigt. Aktien der Porzellanfabrik Triptis brachten jährlich 10 bis 12 Prozent Dividende. 1906 wurde das Aktienkapital verdoppelt und die Porzellanfabrik der Gebrüder Urbach in Turn bei Teplitz (Böhmen) mit 400 Beschäftigten erworben. 1909 kamen die Glasfabriken „S. Fischmann Söhne“ in Prag, Teplitz-Schönau und Eichwald dazu und 1912 die Steingutunternehmungen Gebrüder Lichtenstern in Wilhelmsburg und „Ditmars Erben“ in Znaim.

### Weltkriege
Der Erste Weltkrieg setzte dieser von Zukäufen geprägten Entwicklung ein Ende. Das Werk wurde aufgrund der Mobilmachung stillgelegt. Ab 1919 gab es während der „Goldenen Zwanziger“ eine Aufwärtsentwicklung, die aber durch die Weltwirtschaftskrise von 1929 bis 1933 beendet wurde. Die Zahl der Beschäftigten in der Fabrik sank auf 150. Der größte Teil von ihnen wurde nur drei Tage in der Woche beschäftigt.
Im Jahre 1938 wurde die Porzellanfabrik Triptis durch die Unternehmensgruppe Gebr. Winterling aus Bayern übernommen. Der Zweite Weltkrieg brachte auch für die Triptiser Porzelliner schwere Jahre. Massive US-amerikanische Luftangriffe zerstörten Mitte April 1945 am Ort den Bahnhof und die umliegenden Betriebe und Wohnhäuser, von der Porzellanfabrik wurden mehr als 50 Prozent zerstört.

### 1947: Neues Porzellanwerk als VEB
Unmittelbar nach Kriegsende begannen die Aufräumungsarbeiten und der Wiederaufbau der zerstörten Betriebsanlagen. Der Betrieb wurde enteignet und ging als „VEB Porzellanwerk Triptis“ in Volkseigentum über. 1947 wurde die Produktion mit 4 Rundöfen wieder aufgenommen. 1952 wurden 1500 Tonnen Haushaltsporzellan mit ca. 400 Bränden hergestellt. Damit war der Betrieb an seine kapazitive Leistungsgrenze gekommen. Von 1959 bis 1962 wurde das neue (heutige) Porzellanwerk am Ortsausgang Triptis in Richtung Gera gebaut. 1962 wurde die Produktion im alten Werk eingestellt und der erste Tunnelofen in den neuen Produktionshallen gezündet.

### 1968: VEB Porzellankombinat Kahla

Triptiser Zwiebelmuster

Im Rahmen der Bildung von Kombinaten erfolgte im Januar 1968 die Zuordnung zum „VEB Porzellankombinat Kahla“. Kooperationsbeziehungen gab es vor allem auf dem Gebiet der Erzeugnisentwicklung und des Absatzes. 1987 wurde das Werk wieder ausgegliedert und arbeitete als eigenständiger Volkseigener Betrieb weiter. Der Betrieb hatte bis zu 1300 Beschäftigte, davon gut 80 Prozent Frauen. Zum Triptiser Markenzeichen wurde das traditionelle Zwiebelmuster auf der Form Romantika.

### 1990: Treuhand und Triptis-Porzellan GmbH
Mit der Einheit Deutschlands wurde die Firma 1990 als „Triptis-Porzellan GmbH“ mit 400 Mitarbeitern fortgeführt. Im Oktober 1993 erfolgte mit der Privatisierung die Loslösung des Unternehmens von der Treuhandanstalt.

### Ab 1997: Winterling-Porzellan AG und Triptis-Porzellan GmbH & Co. KG
Im April 1997 brachten finanzielle Probleme den Konkurs der GmbH mit ihren 280 Arbeitsplätzen. Die Winterling-Porzellan AG übernahm das Werk und gründete die Triptis-Porzellan GmbH & Co. KG. Winterling kehrte damit wieder an den Standort Triptis zurück, den sie bis zur Enteignung 1947 betrieben hatte. Im September 1999 musste die Winterling-Porzellan AG Insolvenz anmelden, Triptis-Porzellan bestand jedoch weiter. Im Februar 1999 übernahm Triptis die Formen- und Markenrechte der Firma „Lengsfeld Rhön Porzellan“ und wurde somit zum Hersteller von Hotel- und Gastronomiegeschirr. Durch Übernahme der Marken- und Modellrechte des „Sächsischen Porzellanwerkes Freiberg“ im Juli 2000 wurde die Produktsparte Hotelporzellan ausgebaut. Zu Beginn der Frankfurter Herbstmesse im August 2000 überraschte Triptis mit der Übernahme der Marken Eschenbach und Winterling aus Nordbayern. Triptis wurde somit der zweitgrößte Porzellanhersteller Thüringens. Im Februar 2004 wurde die Produktion in Windischeschenbach, die über Winterling zu Triptis gelangt war, geschlossen. Teile der dortigen Produktion, des Lagers und Versands kamen nach Triptis. Im Oktober 2004 meldete Triptis-Porzellan Insolvenz an.

### Ab 2005: Eschenbach Porzellan Group – Neue Porzellanfabrik Triptis GmbH
2005 übernahm der Unternehmer Rolf Frowein die Porzellanfabrik, seitdem wurde in Triptis schwerpunktmäßig Porzellan für Hotellerie, Gastronomie und Gemeinschaftsverpflegung hergestellt. Die „Neue Porzellanfabrik Triptis GmbH“ übernahm die Marken Eschenbach, Winterling, Triptis, Freiberg und Graf von Henneberg. Seit 2011 firmierte das Unternehmen als „Eschenbach Porzellan Group - Neue Porzellanfabrik Triptis GmbH“. Seit Frühjahr 2012 befindet sich in der alten Molkerei von Triptis das Porzellanium, das einen Werksverkauf, eine Kunstgalerie und ein kleines Fabrikmuseum beherbergt.
Am 31. August 2022 teilte Rolf Frowein der Öffentlichkeit mit, dass die Porzellanproduktion in Triptis aufgrund von gestiegenen Energiepreisen zum Jahresende 2022 eingestellt wird. Die verbleibenden ca. 100 Mitarbeiter wurden entlassen. Einige verbleibende Produktlinien von Eschenbach Porzellan wurden von anderen europäischen Porzellanherstellern übernommen.

### Ab 2024: Eschenbach wiederum online verfügbar
Laut der Unternehmenswebsite ist Eschenbach seit dem 1. Januar 2024 die "triumphale Rückkehr" gelungen. Die auf der Website beworbenen Serien für Gastronomie, Hotellerie, aber auch den persönlichen Gebrauch sind aktuell (11.2024) verfügbar. Laut der Website ist Rolf Frowein nach wie vor Vertreter der Gesellschaft; ebenso sind die Örtlichkeiten – Porzellanium und Werksverkauf in Triptis – geöffnet. Es gibt Porzellanserien und Neuheiten, derzeit wird aber nicht in Triptis produziert. 

## Belege
1. 1 2 3 4  Eschenbach Porzellan GROUP: Gesamtkatalog Haushaltssortiment 2014. In: issuu.com. S. 50, abgerufen am 11. April 2020.
2. ↑  C. S. Marshall: Röslau. In: PM&M - Porcelain Marks & More. Abgerufen am 11. April 2020 (englisch).
3. ↑  Eschenbach Porzellan Triptis kapituliert vor Energiepreisen (MDR 2022) im Videoarchiv – Internet Archive
4. ↑  mdr.de: Eschenbach Porzellan verkauft nach Schließung Lagerbestände | MDR.DE. Abgerufen am 14. Juli 2023.
5. ↑  Die Eschenbach Porzellan Geschichte. Abgerufen am 11. November 2024.
6. ↑  Peter Cissek: Wie es am Porzellanstandort Triptis nach der Übernahme durch ein indonesisches Konsortium weitergeht. 19. Oktober 2024, abgerufen am 3. Januar 2025.

Koordinaten: 50° 44′ 18″ N, 11° 52′ 33″ O